# Longgang (Wenzhou)
Longgang is een stad in de prefectuur Wenzou in de Chinese provincie Zhejiang. Bij de volkstelling van 2020 had de stad 464.732 inwoners. Longgang is een voorstad van Wenzhou.